# Асеведо, Эльмер
Э́льмер А́нхель Асеве́до (исп. Élmer Ángel Acevedo; 27 января 1949, Чанмико, Ла-Либертад, Сальвадор — 30 августа 2017, Акахутла, Сонсонате, Сальвадор) — сальвадорский футболист.

## Клубная карьера
Родился в Ла-Либертад. Переехал учиться в Санта-Ана и там же вступил в молодёжную команду местного клуба FAS в возрасте 16 лет.
В 1972 году из-за серьёзной травмы левой ноги после шести лет в команде Асеведо пришлось завершить игровую карьеру.

## Международная карьера
Асеведо представлял Сальвадор на Олимпийских играх 1968 года и в отборочном турнире к чемпионату мира 1970 года, где он забил гол во втором матче против Гондураса, который вызвал известную футбольную войну. Был в заявке своей сборной на чемпионате мира 1970 года в Мексике, но на поле не выходил.
Умер 30 августа 2017 года в Акахутле, Сонсонате, Сальвадор.